# Eerste Groninger Apparaten- en Metaalwarenfabriek
De Eerste Groninger Apparaten- en Metaalwarenfabriek (EGAM) is een voormalig Nederlands bedrijf dat in 1921 werd opgericht te Groningen. In 1956 werd een nieuwe fabriek te Roden gebouwd, waar huishoudelijke artikelen van het merk 'Egalite', petroleum- en elektrische kachels van het merk 'Clarus' werden vervaardigd.
In 1963 werd de gehele productie van EGAM in Roden geconcentreerd. Het bedrijf werd in 1965 door Brabantia overgenomen. Het productie-assortiment werd uitgebreid met gieters en brievenbussen, terwijl het zich sedert 1996 specialiseerde in droogmolens, waarvan er in hoogtijdagen 250.000 per jaar werden vervaardigd. Toen werd het bedrijf ook volledig geïntegreerd in Brabantia en verdween de naam EGAM.
In 2005 viel ook het doek voor Brabantia Roden, omdat de productie overgebracht werd naar Valkenswaard.

## Anekdotes
Vanaf ongeveer 1959 tot 1968 werd iedere zondag de mis opgedragen bij de EGAM, het eerste jaar in de kantine, daarna in een gehuurde industrieloods. Er was in Roden namelijk in die jaren nog geen katholiek kerkgebouw. Met behulp van een paar tafels werd een provisorisch altaar gebouwd, en een kruisbeeld werd opgehangen, waarna de 'kerk' gebruiksklaar was. 